# سيسلي إروين
سيسلي إروين (بالإنجليزية: Cicely Irwin)‏ هي لاعبة جمباز بهلوانية ‏ بريطانية، ولدت في 13 أكتوبر 1999.

## روابط خارجية
- سيسلي إروين على موقع الاتحاد الدولي للجمباز (biography) (الإنجليزية)